# Mistrzostwa Panamerykańskie w Zapasach 1992
Mistrzostwa rozegrano w Albany w USA

## Tabela medalowa
Gospodarz zawodów został zaznaczony kolorem.
| Poz.  | Państwo           |    |    |    | Łącznie |
| ----- | ----------------- | -- | -- | -- | ------- |
| 1.    | Kuba              | 12 | 1  | 2  | 15      |
| 2.    | Stany Zjednoczone | 7  | 5  | 6  | 18      |
| 3.    | Kolumbia          | 1  | 0  | 0  | 1       |
| 4.    | Kanada            | 0  | 8  | 7  | 15      |
| 5.    | Portoryko         | 0  | 2  | 1  | 3       |
| 6.    | Meksyk            | 0  | 1  | 2  | 3       |
| 7.    | Gwatemala         | 0  | 1  | 0  | 1       |
|       | Panama            | 0  | 1  | 0  | 1       |
|       | Wenezuela         | 0  | 1  | 0  | 1       |
| 10.   | Argentyna         | 0  | 0  | 1  | 1       |
|       | Dominikana        | 0  | 0  | 1  | 1       |
| Razem | Razem             | 20 | 20 | 20 | 60      |

## Wyniki

### W stylu klasycznym
| Waga   | złoty             | srebrny           | brązowy           |
| ------ | ----------------- | ----------------- | ----------------- |
| 48 kg  | Wilber Sánchez    | Mynor Ramírez     | Enrique Aguilar   |
| 52 kg  | Raúl Martínez     | Ramón Meña        | Ulises Valentín   |
| 57 kg  | William Lara      | Armando Fernández | Frank Famiano     |
| 62 kg  | Juan Luis Marén   | Ike Anderson      | Steve St. Germain |
| 68 kg  | Cecilio Rodríguez | Doug Yeats        | Travis West       |
| 74 kg  | Néstor Almanza    | David Butler      | Rodolfo Hernández |
| 82 kg  | Mark Black        | Luis Rondón       | Diego Potap       |
| 90 kg  | Reynaldo Peña     | Randy Couture     | Doug Cox          |
| 100 kg | Héctor Milián     | Rick Henry        | James Johnson     |
| 130 kg | Matt Ghaffari     | Andy Borodow      | Cándido Mesa      |

### w stylu wolnym
| Waga   | złoty             | srebrny               | brązowy        |
| ------ | ----------------- | --------------------- | -------------- |
| 48 kg  | Aldo Martínez     | Tim Vanni             | Tom Petryshen  |
| 52 kg  | Alfredo Leyva     | Christopher Woodcroft | Ed Giese       |
| 57 kg  | Alejandro Puerto  | Robert Dawson         | Kendall Cross  |
| 62 kg  | Steve Knight      | Anibál Nieves         | Marty Calder   |
| 68 kg  | Townsend Saunders | Jesús Rodríguez       | Craig Roberts  |
| 74 kg  | Romelio Salas     | David Lee             | Gary Holmes    |
| 82 kg  | Royce Alger       | José Betancourt       | David Hohl     |
| 90 kg  | Roberto Limonta   | Gregory Edgelow       | Mark Whitehead |
| 100 kg | Mark Coleman      | Ari Michael Taub      | Ángel Anaya    |
| 130 kg | Matt Ghaffari     | Andy Borodow          | Rod Figueroa   |